# 17001 Braydennoh
A 17001 Braydennoh (ideiglenes jelöléssel (17001) 1999 CT54) a Naprendszer kisbolygóövében található aszteroida. A LINEAR projekt keretében fedezték fel 1999. február 10-én.